# Говард, Томас, 8-й герцог Норфолк
Томас Говард (англ. Thomas Howard; 11 декабря 1683 — 23 декабря 1732) — английский аристократ, 8-й герцог Норфолк, 26-й граф Арундел, 6-й граф Норфолк, 6-й граф Суррей, 3-й граф Норвич, 16-й барон Мальтраверс, 19/21-й барон Моубрей, 20/22-й барон Сегрейв, 18-й барон Толбот, 17-й барон Фёрниволл, 3-й барон Говард из Райзинга и 3-й граф-маршал Англии с 1701 года.

## Биография
Томас Говард родился 11 декабря 1683 года. Он был старшим сыном лорда Томаса Говарда и Мэри Элизабет Сэвил, внуком Генри Говарда, 6-го герцога Норфолка. 2 апреля 1701 года, после смерти своего дяди Генри Говарда, 7-го герцога Норфолка, Томас унаследовал семейные владения и титулы. 26 мая 1709 года герцог женился на 16-летней Мэри Уинифред Франциске Ширберн, дочери сэра Николаса Ширберна, 1-го и последнего баронета из Стонихерст-Холла, и Кэтрин Чарлтон, получив в качестве приданого более 30 тысяч фунтов стерлингов.
Во время восстания якобитов в 1715 году Говард использовал своё влияние, чтобы добиться оправдания брата Эдуарда, обвинённого в государственной измене. Сам герцог был арестован 29 октября 1722 года по подозрению в участии в якобитском заговоре и заключён в Лондонский Тауэр. Его жена уговорила графа Карлайла выступить поручителем за его освобождение под залог в мае 1723 года . Томас Говард был великим магистром Великой ложи Англии с 1729 по 1730 год.
Ходили слухи, что брак герцога был несчастливым и что жена, убежденная католичка и якобитка, рассталась с ним, когда он, по её словам, «отправился к узурпатору».
Герцог Норфолк умер бездетным 23 декабря 1732 года в возрасте 49 лет. Титул перешел к его брату Эдуарду.